# International Bibliography of Periodical Literature
International Bibliography of Periodical Literature (IBZ, in tedesco: Internationale Bibliographie der Zeitschriftenliteratur, lett. "Bibliografia internazionale della letteratura periodica") è un indice bibliografico relativo alla letteratura accademica pubblicata nell'ambito delle discipline umanistiche, delle scienze sociali e nelle altre discipline ad esse correlate.
IBZ viene aggiornato in base alle riviste pubblicate in più di 40 Paesi in 40 lingue differenti. L'indicizzazione dei soggetti tematici si basa sul Subject Headings Authority File (Schlagwortnormdatei) e sul Name Authority File (Personennamendatei), che sono periodicamente aggiornati dalla Biblioteca Nazionale Tedesca. Il file contiene più di 4.5 milioni di record bibliografici (articoli con metadati e abstract) provenienti da oltre 11.500 riviste, in prevalenza europee. L'aggiornamento settimanale interessa circa 7.000 riviste, con oltre 132.000 nuovi record inseriti ogni anno.
La base di dati contiene le riviste pubblicate successivamente al 1983, per le quali riporta gli abstract degli articoli e, fra i metadati, il soggetto tematico e le lingue nelle quali l'articolo è stato pubblicato. Le ricerche del soggetto tematico possono essere svolte sia in lingua inglese che tedesca.

## IBR
Distinto dall'IBZ, esiste inoltre l’IBR (International Bibliography of Book Reviews of Scholarly Literature in the Humanities and Social Sciences, in tedesco: Internationale Bibliographie der Rezensionen geistes- und sozialwissenschaftlicher Literatur), indice bibliografico internazionale multilingue, che è specializzato nelle recensioni di monografie, sempre nell'ambito delle scienze umanistiche e sociali. L'IBR è pubblicato online dall'editore KG Saur.